# Tháp Petřín

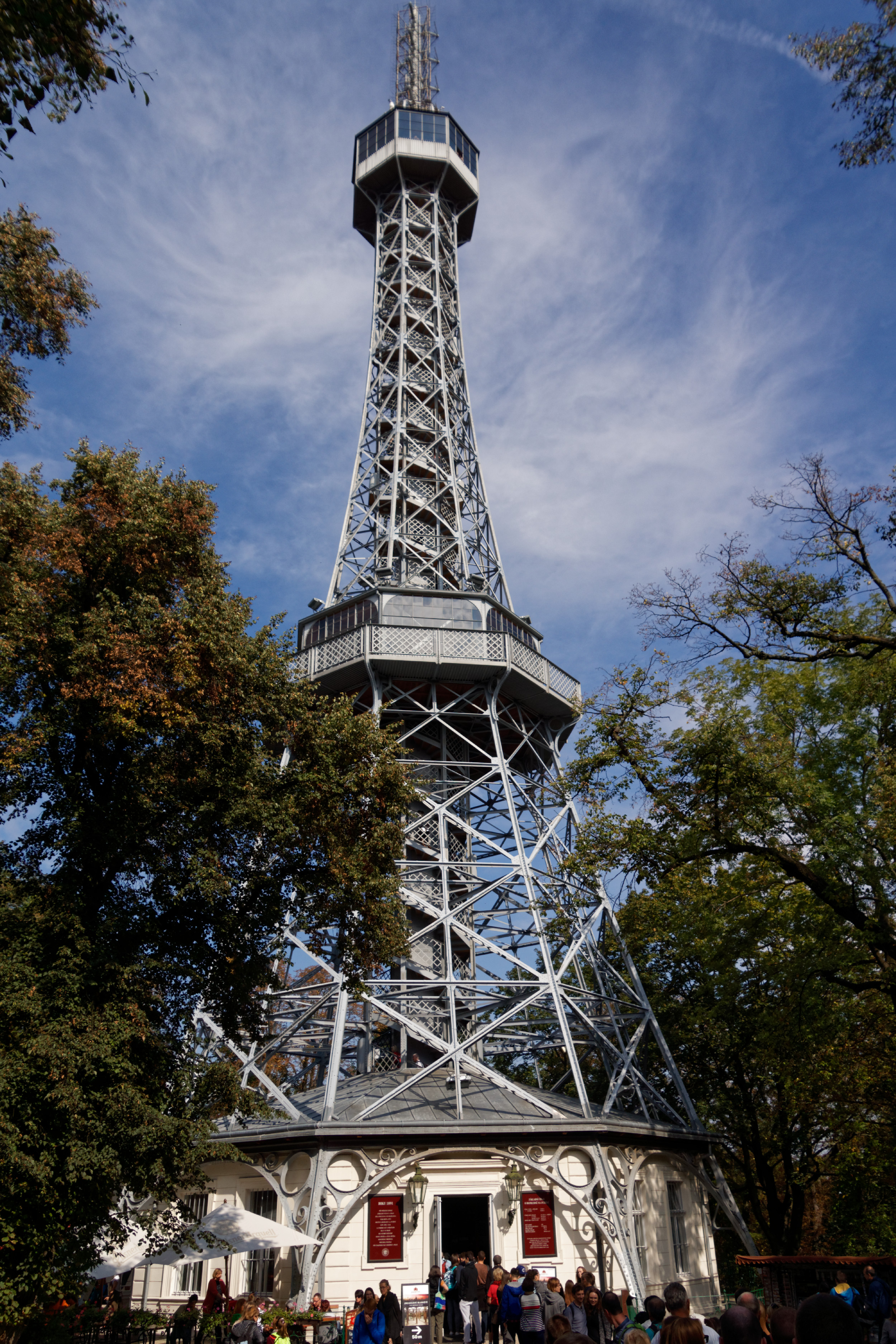
Tháp quan sát Petřín, Praha (2016)

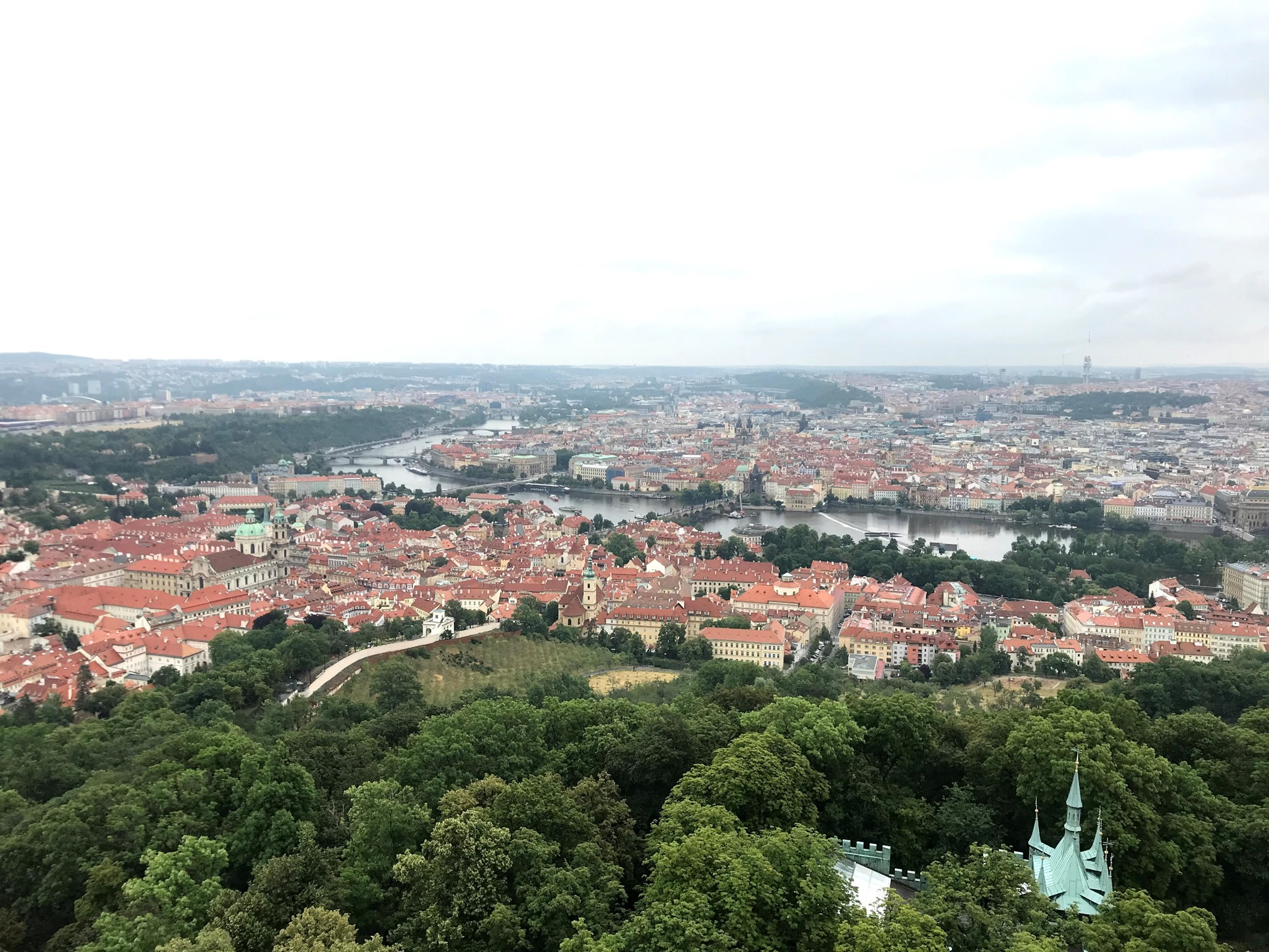
Nhìn ra toàn cảnh Praha (2019)

Tháp quan sát Petřín, hay Tháp Petřín (tiếng Séc: Petřínská rozhledna) là một trong những công trình nổi tiếng nhất ở Praha, nằm trên đỉnh đồi Petřín (ở độ cao 327 mét so với mực nước biển), thuộc địa phận Phố nhỏ, Cộng hòa Séc.

## Lịch sử
Trong chuyến thăm Paris vào năm 1889, các thành viên của Câu lạc bộ khách du lịch Séc đã lấy nguồn cảm hứng từ sự hoành tráng của tháp Eiffel và quyết định tạo ra một địa danh mới ở thủ đô Praha. Sau đó, các thành viên này đã nhanh chóng gây dựng đủ số tiền để bắt đầu công việc xây dựng tháp Petřín vào tháng 3 năm 1891. Tháp Petřín chính thức được khánh thành vào ngày 20 tháng 8 năm 1891.
Từ năm 2013, tháp Petřín thuộc quyền quản lý của Bảo tàng thủ đô Praha. Theo thống kê năm 2013, khoảng 480.000 du khách đã ghé thăm tháp quan sát Petřín.

## Mô tả
Tháp quan sát Petřín có phần móng sâu 11 mét và trên đó là kết cấu thép cao 63,5 mét, nặng 175 tấn. Cấu trúc chủ đạo của tháp là một hình ống bát giác, ở giữa có đặt thang máy cùng với hai cầu thang bộ hình xoắn ốc (một để đi lên và một để đi xuống). Mỗi cầu thang bộ có 299 bậc thang. Theo hướng cầu thang từ tầng thấp nhất đi lên, có thể nhìn thấy hai đài quan sát. Đài quan sát trên cùng nằm ở độ cao 55 mét và là nơi lý tưởng để chiêm ngắm toàn cảnh thành phố Praha.

## Hình ảnh

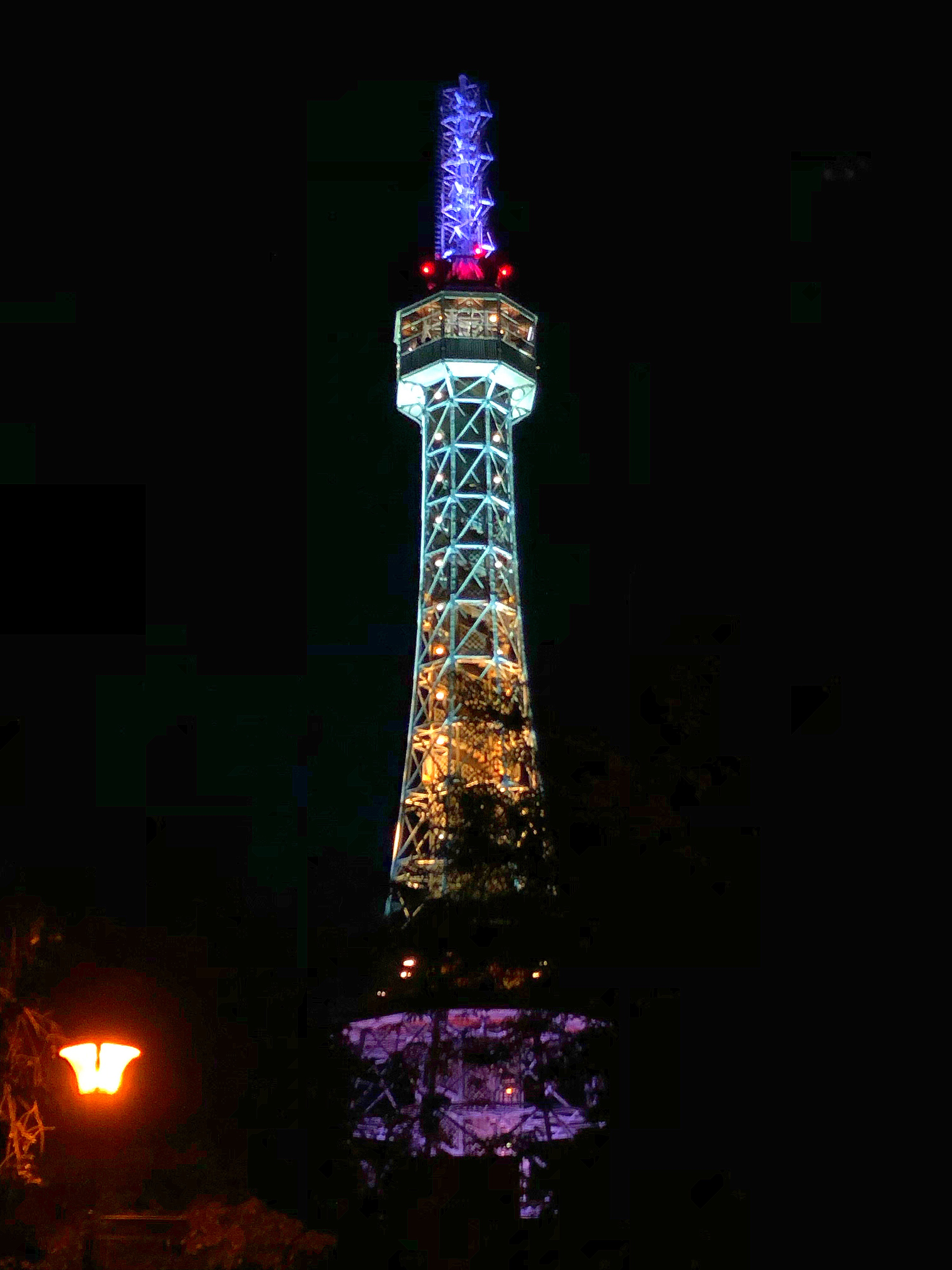
Tháp Petřín vào ban đêm (2019)
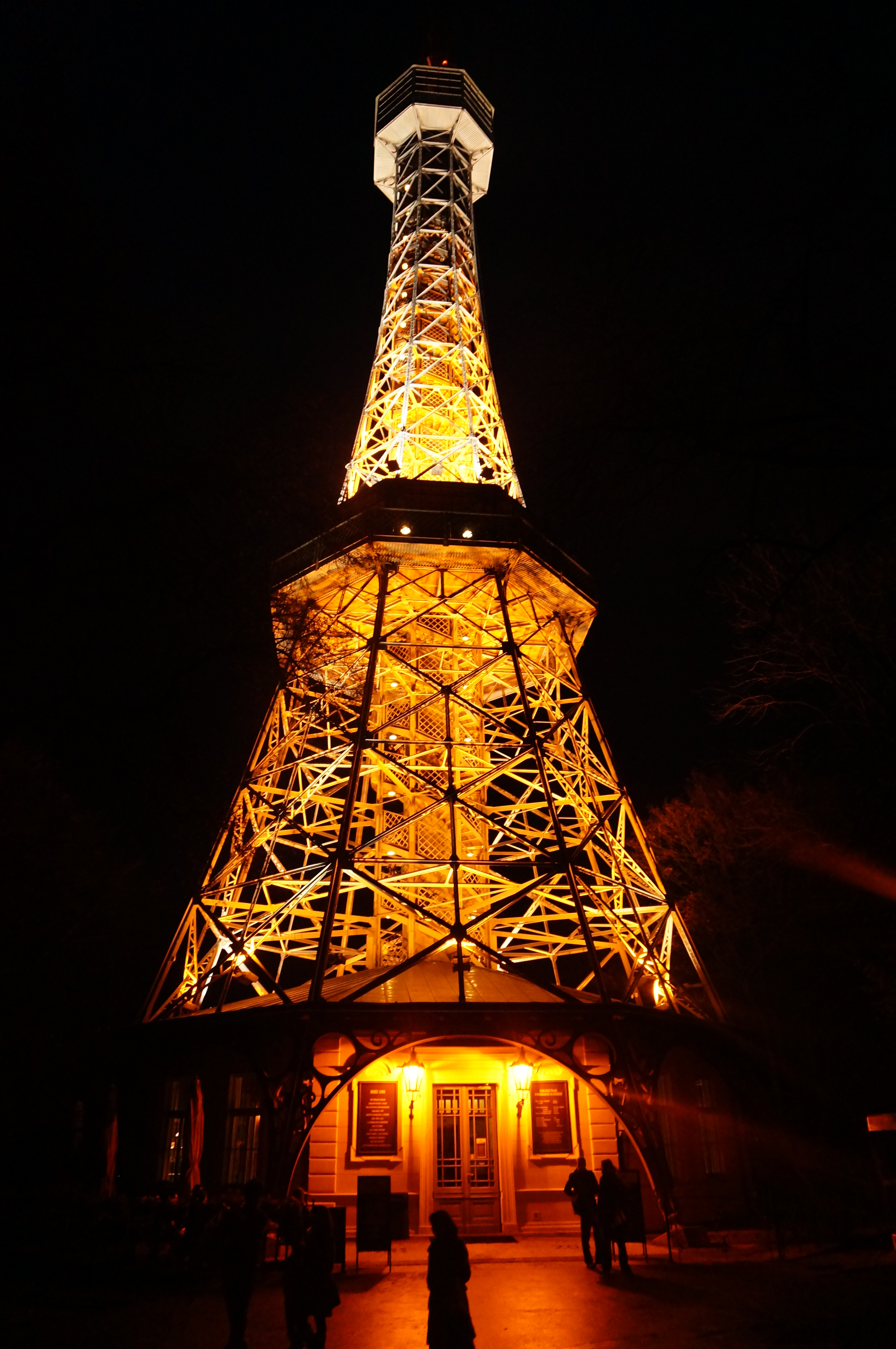
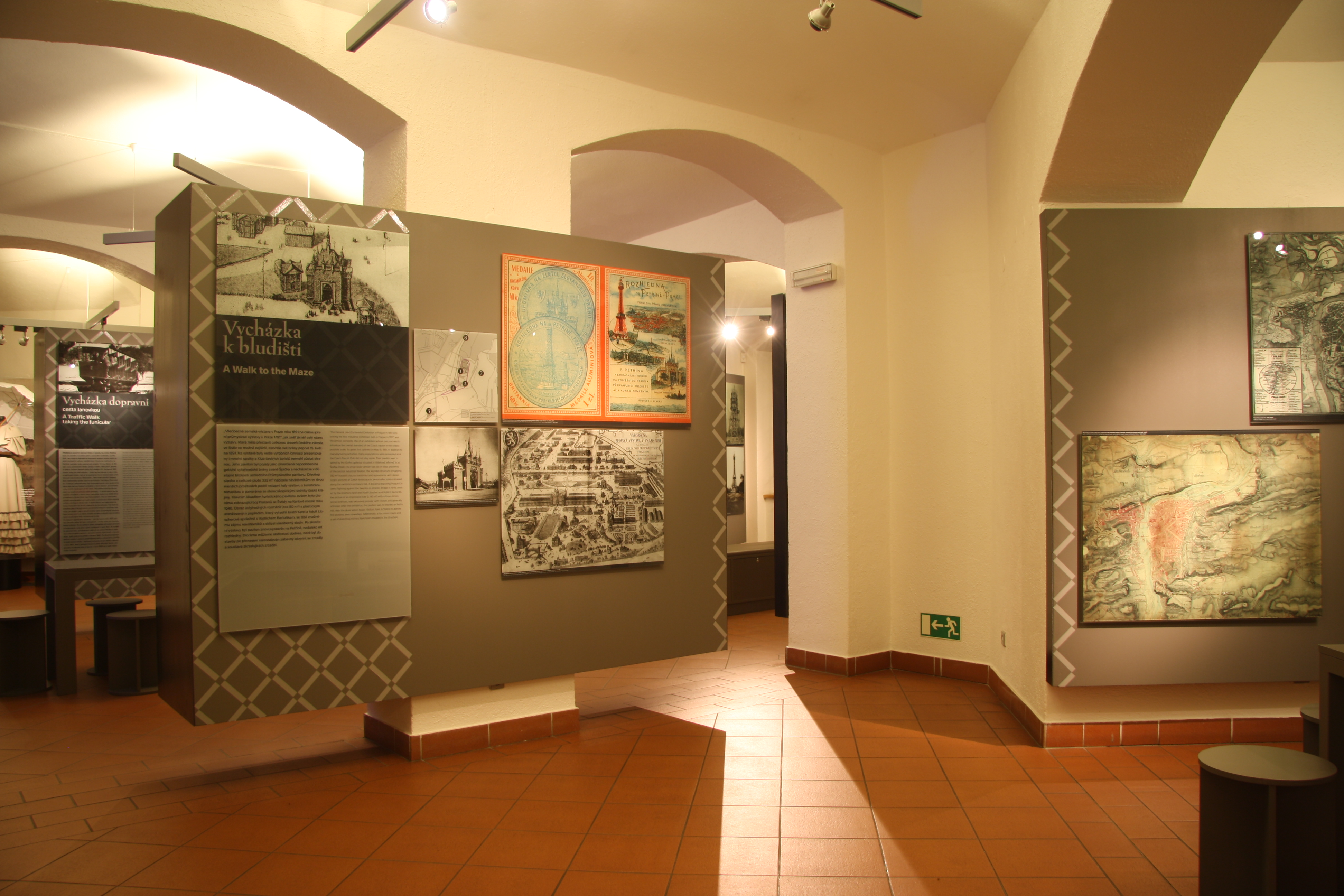
Triển lãm bên trong tháp Petřín (2014)